# Brassaï
Brassaï (vlastním jménem Gyula Halász) (* 9. září 1899 Braşov, maďarsky Brassó, Sedmihradsko, součást Rakousko-Uherska, dnešní Rumunsko – 8. července 1984 Beaulieu-sur-Mer, Alpes-Maritimes, Francie) byl fotograf, sochař, medailér, a spisovatel. Spolu s exilovými maďarskými fotografy László Moholy-Nagyem a André Kertészem byl významným evropským avantgardním fotografem.

## Život a dílo

### Dětství
Ve věku 3 let se s rodiči odstěhoval na rok do Paříže, kde jeho otec, profesor literatury, učil na Sorboně. Přestože byl velmi malý, utkvěly mu v paměti mnohé obrázky z té doby (cirkus Buffalo Bill, první automobily, divadla či vítání španělského krále Alfonse XIII).

### Studia
Studoval malbu a sochařství na Akademii výtvarných umění v Budapešti. V sedmnácti letech narukoval ke kavalérii bojující v první světové válce. V armádě se setkal s maďarskými intelektuály, např. hudebním skladatelem Bélou Bartókem. V roce 1920 Brassaï odešel do Berlína, kde pracoval jako novinář. Současně studoval na Akademii výtvarných umění v Berlíně-Charlottenburgu.

### Paříž
V roce 1924 se odstěhoval do Paříže, kde zůstal po zbytek svého života. Francouzštinu se učil četbou knih Marcela Prousta. Stal se novinářem, žil v bohémské čtvrti Montparnasse a mezi jeho přátele patřili lidé jako Henry Miller, Léon-Paul Fargue či Jacques Prévert. Velký vliv na Brassaïe měl v té době jeho krajan žijící také v Paříži, maďarský fotograf André Kertész.
Brassaïova práce a láska k Paříži a jejímu nočnímu životu jej přivedly k fotografii. Noční městská scenérie s pohledy do ulic za svitu lamp pro něj byly výzvou. Sám později napsal: „Až fotografie mi umožnila zcela pochopit pařížské noci, ulice a zahrady – i v dešti a v blátě.“
Pseudonym „Brassaï“ zvolil podle svého rodiště (maďarsky Brassó). Pod tímto jménem vydal v roce 1932 svou první publikaci s názvem „Paris de nuit“ (Noční Paříž). Kniha měla obrovský ohlas a Henry Miller ve své eseji Brassaïe nazval „okem Paříže“. K tématům z nočních ulic přibyly obrázky ze života současné pařížské „high society“ – prostředí „intelektuální“ scény, baletu, opery. Považuje se tak za průkopníka noční fotografie. Brassaï fotografoval mnohé velké umělce – své přátele, například malíře Salvadora Dalího, Pabla Picassa, Henri Matisse, Alberta Giacomettiho nebo spisovatele Jeana Geneta a Henriho Michauxe.
V roce 1937 byl osloven uměleckým ředitelem Alexeyem Brodovivitchem a editorem francouzské mutace časopisu Harper’s Bazaar, Carmelem Snowem, aby s magazínem spolupracoval jako fotograf. Brassaï nabídku přijal a ve spolupráci pak pokračoval 25 let. Není nepodstatné, že Brassaï získal absolutní volnost a svobodu při výběru fotografovaných „objektů“. Proslavené jsou především fotografie umělců z jejich ateliérů (Georges Braque, Bernard Buffet, Pierre Soulages nebo Pierre Bonnard). V roce 1939 Brassaï vytvořil sérii portrétů Pabla Picassa pro časopis Life.
Brassaï se stal uznávaným a váženým fotografem, což dokazovalo i množství samostatných výstav ve Spojených státech – v Rochesteru (George Eastman House), New Yorku (Museum of Modern Art) a Chicagu (Art Institute of Chicago).
Byl úspěšný i ve filmu a literatuře. V roce 1956 získal za svůj film „Tant qu’il y aura des betes“ ocenění „nejoriginálnější film“ na festivalu v Cannes. V roce 1978 získal od francouzského ministerstva kultury cenu „Grand Prix National de la Photographie“ v Paříži.
Byl autorem sedmnácti knih a nespočetných článků. Brassaïova novela Histoire de Marie (Mariin příběh) byla vydána s předmluvou Henry Millera. Jeho Dopisy rodičům a Hovory s Picassem byly přeloženy do angličtiny a publikovány za podpory University of Chicago Press.
K příležitosti umělcových osmdesátých narozenin v roce 1979 byla zorganizována rozsáhlá retrospektivní výstava v New Yorku a v Londýně.
Brassï zemřel 8. července 1984 ve věku 84 let ve svém domě na Francouzské Riviéře poblíž Nice. Je pohřben na hřbitově Montparnasse v Paříži.

## Význam
Brassaï byl oceňován již za svého života jako jeden z největších fotografů dvacátého století. Byl jedním z nejvýznamnějších fotografů „francouzské školy“. Na Paříž pohlížel jako na objekt – majestátní a vznešené místo neohraničených možností. Jeho fotografie poskytují citlivý, a přesto často extrémně dramatický „rozbor“ lidských životů v lesku pařížských ulic a nekonečně spletitých „uliček postranních“, a to jak doslova, tak obrazně.

## Zastoupení ve sbírkách
Jeho díla jsou zastoupena v následujících veřejných sbírkách:
- Art Institute of Chicago, Chicago, Illinois, USA[9]
- Museum of Modern Art, New York City: 112 tisků (červen 2018)[10]
- Rijksmuseum, Amsterdam: 9 tisků (listopad 2018}[11]
- Tate Modern, Londýn: 30 tisků (červen 2018)[12]
- Victoria and Albert Museum, Londýn: 383 děl (červen 2018)[13]

## Publikace (výběr)
- Paris de Nuit. Text Paul Morand. Paříž: Arts et Métiers Graphiques, 1932.
- Histoire de Marie. Úvod Henry Miller. Paříž: Édition du Point du Jour, 1949.
- Camera in Paris. Londýn: The Focal Press, 1949. Dostupné online.
- Graffiti. Stuttgart: Belser Verlag, 1960.
- Conversations avec Picasso. Paříž: Gallimard, 1964. Dostupné online.
- Brassaï. Text Lawrence Durrell. New York: The Museum of Modern Art, 1968. Dostupné online.
- Henry Miller, grandeur nature. Paříž: Gallimard, 1975.
- Le Paris secret des années 30. Paříž: Gallimard, 1976.
- Paroles en l'Air. Paříž: Jean-Claude Simoëns, 1977.
- Henry Miller, rocher heureux. Paříž: Gallimard, 1978. Dostupné online.
- Marcel Proust sous l'emprise de la photographie. Paříž: Gallimard, 1997.
- Les Artiste de ma vie. Paříž: Édition Denoël, 1982.
- Voyage aux Etats-Unis. Paříž: Periplus Publishing, 2005. ISBN 2-35097-026-4.

## Ocenění
- 1978 – Grand Prix national de la photographie